# Sierra de los Órganos
La sierra de los Órganos est une chaîne montagneuse de Cuba, la plus occidentale de l'île, dans la province de Pinar del Río. Avec la sierra del Rosario qui la prolonge vers l'est et dont elle est séparée par le río San Diego, elle constitue la cordillère de Guaniguanico.
La fertile vallée de Viñales, qui appartient à cet ensemble montagneux, abrite le parc national du même nom, inscrit sur la liste du Patrimoine mondial depuis 1999. Elle inclut les grottes de Santo Tomás, creusée dans un mogote et le plus long complexe souterrain de Cuba.

## Localisation
La sierra de los Órganos se trouve entre les parallèles 22° 44' 21" et 22° 09' 50" N, et entre les méridiens 83° 30' 51" et 84° 13' 07" O. Elle est bordée au nord par les Alturas de Pizarras del Norte, au sud par les Alturas de Pizarras del Sur, à l'est par le bassin de la rivière San Diego et à l'ouest par la plaine karstique de Guanahacabibes.

## Géologie
La géologie de la sierra de los Órganos a été étudiée vers le milieu des années 1950 par les allemands Karl Krommelbein et Hartmut Lehmann, puis en 1957-1958 par D. Rigassi-Studer (1961, 1963) pour le compte du bureau De Golyer et Mac Naughton, de Dallas (Texas). D'autres études ont été menées pour le compte de compagnies pétrolières et leurs observations ont servi de base pour des publications par les cubains N. M. Herrera et George A. Seiglie,.
La sierra de los Órganos est une terrane (morceau de croûte terrestre) qui a migré du sud vers le nord en même temps qu'une plaque océanique pénétrait dans la zone des Caraïbes depuis l'océan Pacifique.
Trois unités structurelles s'y distinguent :
- la zone ou nappe des mogotes, la plus basse en altitude, composée principalement de dépôts carbonatés de l'Oxfordien à l'Éocène[6] ;
- la nappe imbriquée[6] formée par les collines appelées Alturas de Pizarras, qui bordent au nord (Alturas de Pizarras del Norte) et au sud (Alturas de Pizarras del Sur) la ceinture de mogotes[7]. Composée des grès de San Cayetano et de shales, cette nappe a été poussée au-dessus de la nappe des mogotes[6]. Ses roches sont parmi les plus anciennes de Cuba[8] : relevant de la formation San Cayetano[7] (qui se trouve dans la sierra Guaniguanico[9]), elles datent du Jurassique inférieur (environ −199 millions d'années) au Jurassique moyen (-175 à -161 Ma)[7]. C'est la plus grande exposition de roches du Jurassique à Cuba[10] ;
- la nappe métamorphique, située au-dessus des deux autres[6].

### Formation (orogenèse)
La poussée de la terrane de la sierra de los Organos a commencé pendant la première période de l'Éocène moyen lorsqu'un premier détachement s'opère dans la base de la formation San Cayetano (grès et shales) : toute la séquence du Jurassique au Tertiaire se détache alors de sa base. Puis dans cette énorme masse un autre détachement survient, cette fois dans la partie supérieure de la formation San Cayetano qui est surmontée par une séquence carbonatée très épaisse.
Piotrowska et Piotrowski (1999) récapitulent très utilement les différentes appellations données pour les mêmes unités géologiques, chacune étant indistinctement reprise par différents auteurs : la « terrane Sierra de los Organos » de K. Piotrowska (1993) est la « terrane Guaniguanico » de M. A. Itturalde-Vinent (1994). Comme cette terrane se retrouve dans le sud du Yucatan, Itturalde-Vinent (1997) utilise le terme « terrane du bloc Yucatan » (terrane of the Yucatan block), qui inclut les terranes suivantes : terrane de Guaniguanico (= terrane Sierra de los Organos selon K. Piotrowska 1993), Escambray (K. Piotrowska 1993) et Isla de la Juventud = Isla de Pinos (K. Piotrowska 1993).
Les dépôts les plus récents des nappes de la sierra de los Organos datent de l'Éocène. Les dépôts les plus anciens réalisés après la formation des montagnes (orogénie) datent de l'Éocène moyen, ce qui date le principal déplacement et pliage des couches au début de l'Éocène moyen.
La terrane Sierra de los Organos a été transportée, en même temps que la plaque océanique Farallon, et a glissé sous la plaque nord-américaine. Pendant l'Éocène inférieur et l'Éocène moyen, la terrane de la Sierra de los Organos, transportée en un bloc rigide, a atteint la zone Zaza tectonisée composée de couches de l'association ophiolitique Proto-Carribéenne et de la séquence volcano-sédimentaire crétacéenne de l'arc des Proto-Grandes Antilles (plaque Farallon). Cette zone Zaza était considérée comme une terrane (Ch. W. Hatten et al. 1988) ou superterrane (J. E. Case et al. 1984) accrétée au bord de la plaque nord-américaine ; c'est une séquence ophiolitique et volcano-sédimentaire du Crétacé et elle fait partie de la plaque océanique des Caraïbes. Mais Hatten comme Case ont considéré que la terrane Zaza s'est placée au-dessus de la terrane Sierra de los Organos (ou terrane Guaniguanico selon Itturalde-Vinent), alors que pour Piotrowska et Piotrowski (1999) elle s'est placée en-dessous de cette terrane Sierra de los Organos.

## Géomorphologie
La sierra de los Órganos inclut les formes karstiques les plus remarquables de Cuba.

### Ceinture de mogotes
La partie sud-est de la sierra de los Organos est dans le bassin hydrographique de la rivière Cuyaguateje (es), où l'on trouve une abondance de mogotes, poljés et vallées karstiques. La vallée de Viñales présente un bel exemple de relief karstique. Elle est remarquable pour sa ceinture de mogotes, buttes montagneuses de calcaire émergeant de la plaine. Datant du Jurassique supérieur à la limite du Crétacé,, (environ −150 millions d'années, ère secondaire), elles sont désormais recouvertes d'une épaisse végétation.
Dans cette zone sud-est de la sierra de los Organos, la sierra de Quemado forme une barre longue de 8,5 km orientée nord-nord-ouest/sud-sud-est. À cet endroit, la sierra de los Organos ne suit plus l'orientation est-ouest typique de la plupart des montagnes cubaines : elle prend une orientation nord-sud et forme un large arc. C'est là que se trouvent les grottes de Santo Tomas. La sierra de Quemado est bordée à l'ouest par la vallée de Quemado, et à l'est par la vallée de Santo Tomás.

### Grottes
Ce paysage géomorphologique a développé les plus grands systèmes de grottes de Cuba : Santo Tomás (46 km), Majaguas-Cantera (30 km), Palmarito-Novillo-Pan de Azúcar (29 km), Majaguas-Cantera (29 km) et la cueva Fuentes (19 km). Quatorze niveaux de cavités ont été identiﬁés, pour des altitudes comprises entre 40 m à 350 m,.
Les grottes de Santo Tomás sont à ce jour (2023) le plus long complexe souterrain de Cuba. Creusées dans un mogote, elles sont dans la partie sud-est de la sierra de los Órganos.